# از این باغ شرقی
از این باغ شرقی (نظریه‌های نقد شعر کودک و نوجوان) کتابی از پروین سلاجقه است که در سال ۱۳۸۵ منتشر و در مراسم کتاب سال جمهوری اسلامی ایران به‌عنوان کتاب برگزیده معرفی شد.